# Greyline

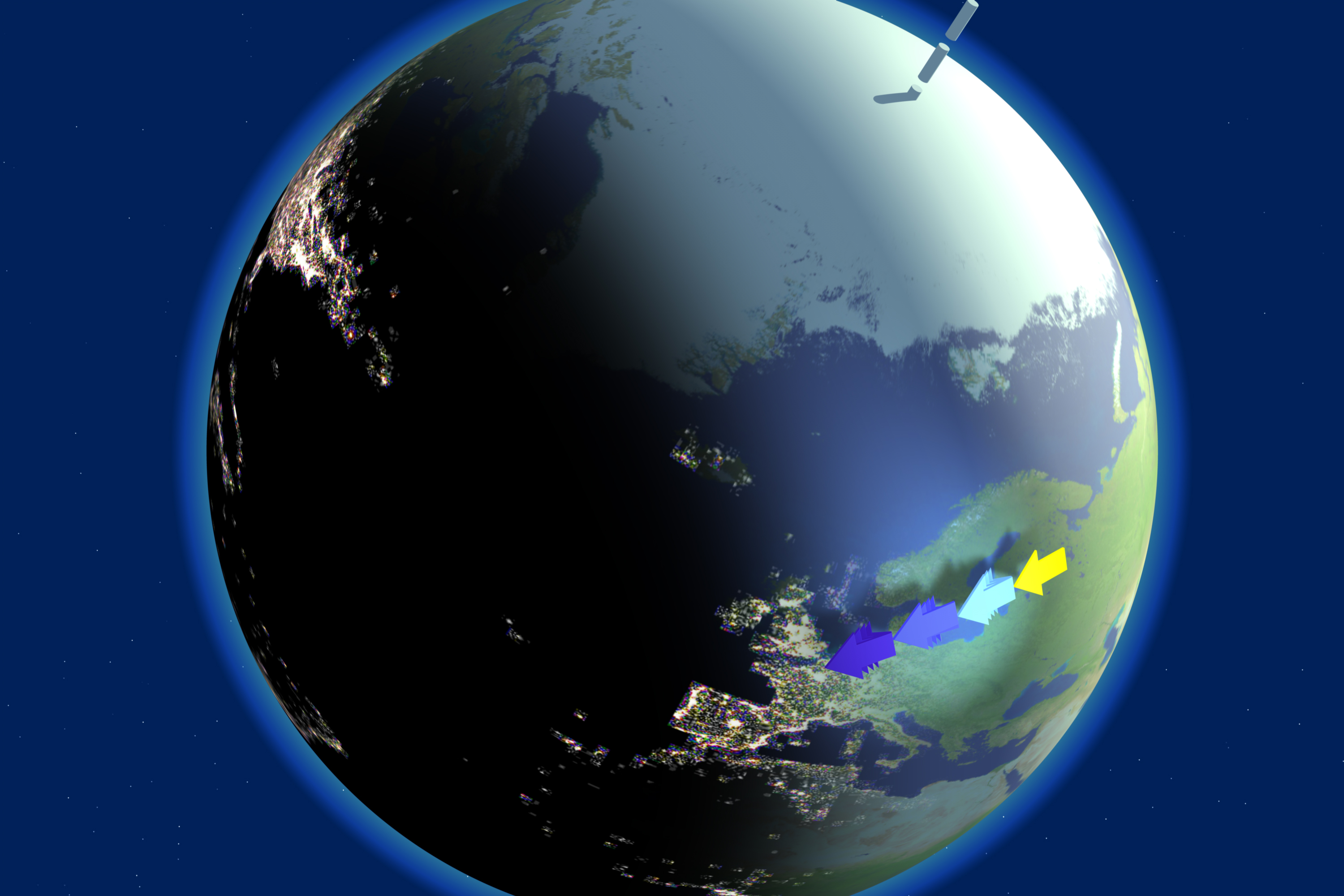
Die Greyline als Grenzbereich zwischen Tag- und Nachtseite wandert täglich von Ost nach West über den Globus. Ihr Verlauf hängt ab von der Tageszeit und der Jahreszeit.

Greyline oder Grayline (deutsch wörtlich „graue Linie“; BE grey line, AE gray line) bezeichnet insbesondere im Amateurfunk die Tag-Nacht-Grenze auf der Erde. In der Astronomie und Meteorologie wird sie auch als Terminator (lat. ‚Abgrenzer‘) oder Separator (lat. ‚Trenner‘) bezeichnet. Die Greyline verbindet Punkte innerhalb der Zone der Dämmerung. Aufgrund der Erdrotation verschiebt sich diese Linie stetig über den Globus.
Beginn, Dauer und Verlauf dieses Ereignisses sind jahreszeitabhängig. Wie die Erfahrung zeigt, können sich elektromagnetische Wellen insbesondere im Mittelwellenbereich (Wellenlänge zwischen 1000 m und 100 m entsprechend einer Frequenz zwischen 300 kHz und 3 MHz) und Kurzwellenbereich (Wellenlänge zwischen 100 m und 10 m entsprechend einer Frequenz zwischen 3 MHz und 30 MHz) entlang dieser Dämmerungszone als Raumwelle besonders gut ausbreiten.

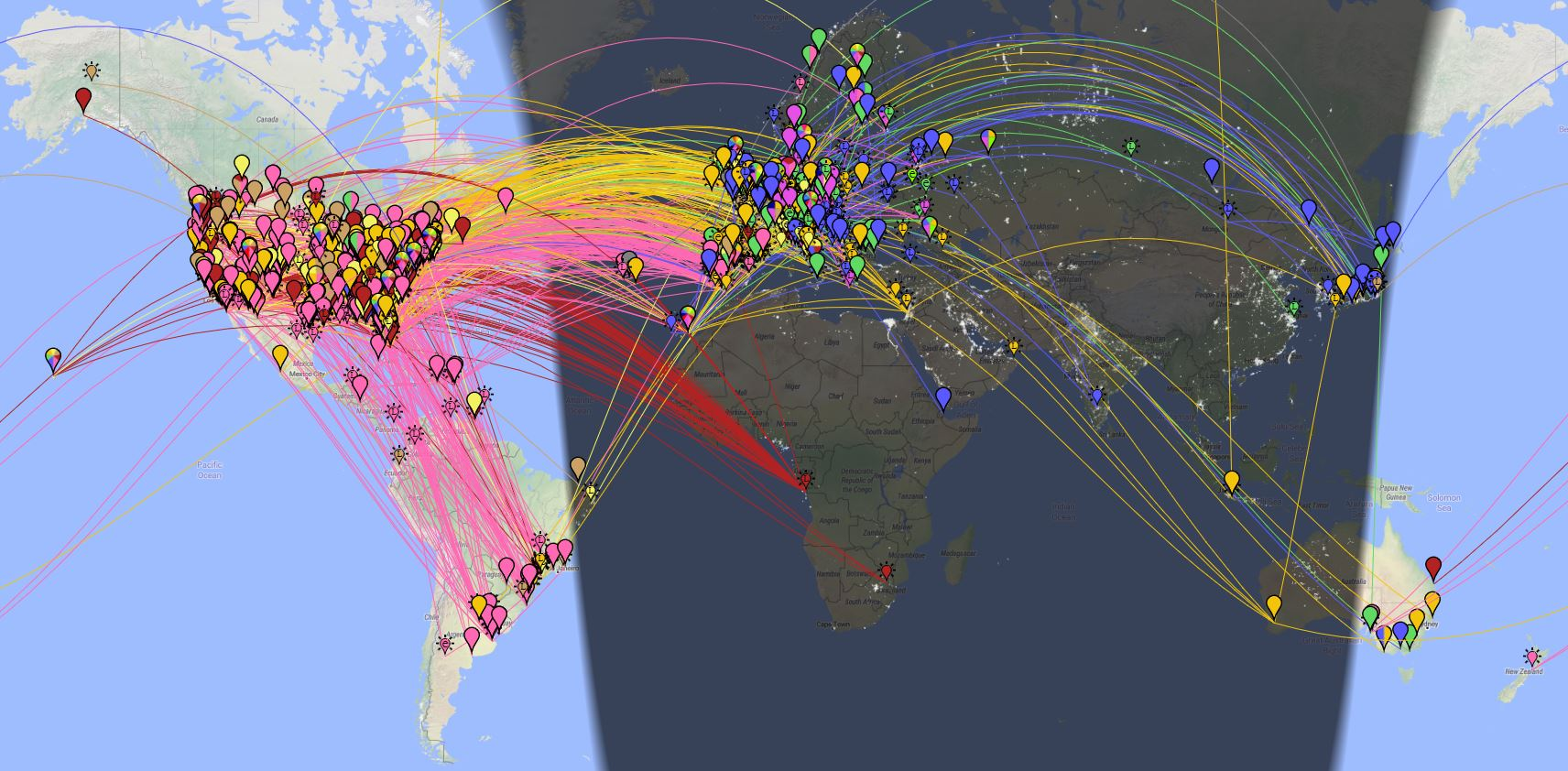
Anzeige im PSK reporter

Die für den Fernempfang günstigen Ausbreitungsbedingungen innerhalb der Dämmerungszone werden von Funkamateuren gerne dazu genutzt, um weit entfernte Sender zu empfangen oder mit einer weit entfernten Funkstation in Verbindung zu treten. Als ein Spezialgebiet des „DXens“ (distant exchange), also der Technik, sich mit weit entfernten Stationen auszutauschen, wird diese besondere Amateurfunkbetriebstechnik auch als Greyline-DX bezeichnet.
Zur Erleichterung dieser Betriebstechnik werden (teilweise kostenlos) Simulationsprogramme als Hilfsmittel angeboten, um den Verlauf der Greyline vorherzusagen. Diese zeigen tagesaktuell auf einer Karte die Dämmerungszone entsprechend der Jahreszeit an. Ein Beispiel ist der PSK reporter, der aktuelle Empfangsberichte von Amateurfunk-Sendungen auf einer Weltkarte darstellt.